# Schahmirzad
Schahmirzad (persisch شهميرزاد Schahmirzād) ist eine kleine Gebirgsstadt mit mildem Klima 240 km nordöstlich von Teheran, der Hauptstadt Irans, in der iranischen Provinz Semnan. Ihre Einwohnerzahl schwankt (je nach Jahreszeit) zwischen 5000 und 10.000 und wurde berechnungsweise für 2012 mit 7765 erfasst.
Die kleine Stadt ist bekannt für ihre Walnussbaumgärten und ist umgeben von hohen Bäumen. Oberhalb des Städtchens findet man die Reste einer Burgruine (Schir Ghal'eh – „Löwenfestung“).
Die Stadt produziert ihr eigenes Mineralwasser unter dem Namen Tenāb-e Schahmirzād (āb bedeutet „Wasser“).

## Söhne und Töchter der Stadt
- Zabihollah Safa (1911–1999), Professor für persische Literatur und Geschichte